# Gniadki
Gniadki (deutsch Gniadtken, 1938 bis 1945 Grenzhof) ist eine kleine Ortschaft in der polnischen Woiwodschaft Ermland-Masuren und gehört zur Landgemeinde Janowiec Kościelny im Powiat Nidzicki (Kreis Neidenburg).

## Geographische Lage
Gniadki liegt in der südwestlichen Mitte der Woiwodschaft Ermland-Masuren, acht Kilometer südöstlich der Kreisstadt Nidzica (deutsch Neidenburg). Vor 1945 befand sich der Ort nur zwei Kilometer von der westlich vorbeiführenden Staatsgrenze zu Polen entfernt.

## Geschichte
Die Gründung des kleinen seinerzeit Gnetki genannten Ortes erfolgte vor 1498. Ein paar mittlere und kleine Höfe bestimmten lange Zeit das Ortsbild von Gniadtken – wie der Ort nach 1579 hieß.
Gniadtken wurde 1874 in den neu errichteten Amtsbezirk Kandien (polnisch Kanigowo) im ostpreußischen Kreis Neidenburg eingegliedert und gehörte ihm bis 1945 an. Im Jahre 1905 zählte Gniadtken 35 Einwohner, 1910 waren es 39 und 1933 bereits 51.
Am 3. Juni – amtlich bestätigt am 16. Juli – 1938 wurde Gniadtken aus politisch-ideologischen Gründen der Abwehr fremdländisch klingender Ortsnamen in „Grenzhof“ umbenannt. Die Einwohnerzahl stieg bis 1939 auf 72.
In Kriegsfolge kam Grenzhof 1945 mit dem gesamten südlichen Ostpreußen zu Polen. Der kleine Ort erhielt die polnische Namensform „Gniadki“ und ist heute eine Ortschaft im Verbund der Gmina Janowiec Kościelny im Powiat Nidzicki, bis 1998 der Woiwodschaft Olsztyn, seither der Woiwodschaft Ermland-Masuren zugehörig.

## Kirche
Vor 1945 war Gniadtken resp. Grenzhof in die evangelische Kirche Kandien (polnisch Kanigowo) in der Kirchenprovinz Ostpreußen der Kirche der Altpreußischen Union sowie in die katholische Pfarrkirche Neidenburg im damaligen Bistum Ermland eingegliedert.
Heute gehört Gniadki katholischerseits zur Pfarrei Kanigowo im Dekanat Nidzica im Erzbistum Ermland, evangelischerseits zur Heilig-Kreuz-Kirche Nidzica in der Diözese Masuren der Evangelisch-Augsburgischen Kirche in Polen.

## Verkehr
Gniadki bildet einen Kreuzungspunkt mehrerer Nebenstraßen, die den Ort mit den Nachbardörfern Kanigowo (Kandien), Safronka (Saffronken), Wiłunie (Willuhnen) und Zabłocie Kanigowskie (Sablotschen, 1938 bis 1945 Winrichsrode) verbinden. Eine Anbindung an den Bahnverkehr besteht nicht.